# 戴煦
戴煦（1805年—1860年），字鄂士，号鹤墅，浙江钱塘（今杭州市）人，清代数学家。另外其成就也涉及书画篆刻的领域。其兄长为书画家戴熙。

## 生平
戴煦在青年时期写成《重差图说》一书，文字深入浅出，内容通俗易懂。戴煦在研究刚刚传入中国的对数时，发明了“图表法”。这一方法不仅运算的数据正确，而且也要比一般的算法更为简便易行。
与同为数学家的项名达交好，两人同时研究三角函数的幂级数展开式和椭圆求周等问题，又提出指数为有理数的二项式定理，后代项氏续成遗著。
1860年，杭州被太平天国军攻占时，戴煦听说其兄戴熙投水自杀，也一并投井自杀了。

## 作品
其数学代表作有《对数简法》等四种九卷，合刊成《求表捷术》。得出了指数为任意实数的二项展开式、对数展开式及三角函数对数展开式，并用来计算对数表。还著有《四元玉鉴细草》等。
数学领域以外的著作有《陶渊明集集注》、《鹤墅诗文草》等。